# Supercoppa italiana 2018
La Supercoppa italiana 2018 è stata la 31ª edizione della competizione, disputata il 16 gennaio 2019 allo stadio Città dello Sport Re Abd Allah di Gedda, in Arabia Saudita. La sfida è stata disputata tra la Juventus, vincitrice della Serie A 2017-2018 e detentrice della Coppa Italia 2017-2018, e il Milan, qualificato come finalista della coppa nazionale.
La finale è stata vinta dalla Juventus per 1-0, grazie alla rete di Cristiano Ronaldo; i bianconeri si sono aggiudicati il trofeo per l'ottava volta nella loro storia, diventando i più titolati nella storia della competizione.
È stata la prima edizione che ha visto l'introduzione della tecnologia VAR (già usata nel campionato precedente).

## Partecipanti
| Squadre  | Qualificazione                                                   | Partecipazioni precedenti (il grassetto indica la vittoria)                       |
| -------- | ---------------------------------------------------------------- | --------------------------------------------------------------------------------- |
| Juventus | Vincitore della Serie A 2017-2018 e della Coppa Italia 2017-2018 | 13 (1990, 1995, 1997, 1998, 2002, 2003, 2005, 2012, 2013, 2014, 2015, 2016, 2017) |
| Milan    | Finalista perdente della Coppa Italia 2017-2018                  | 10 (1988, 1992, 1993, 1994, 1996, 1999, 2003, 2004, 2011, 2016)                   |

## Antefatti
Juventus e Milan, che prima della partita vantavano sette successi a testa nella manifestazione, si sono affrontate per la sesta volta in gara secca. Nei cinque precedenti, la sfida tra bianconeri e rossoneri — una classica del calcio italiano — era sempre proseguita ai tempi supplementari; quattro volte si era poi conclusa ai tiri di rigore. I precedenti in Supercoppa italiana erano due: nel 2003 a East Rutherford, quando la Juventus si era imposta ai rigori, e nel 2016 a Doha, quando aveva trionfato il Milan, anche in questo caso dal dischetto. È stata dunque la terza sfida in Supercoppa italiana tra le due compagini.
Per la decima volta il trofeo è stato assegnato fuori dai confini italiani (per la settima volta in Asia), l'Arabia Saudita è diventato il sesto paese a ospitare la manifestazione.

## La partita
Arbitrata da Luca Banti, la partita vede il Milan di Gennaro Gattuso schierare il neoacquisto brasiliano Paquetá a centrocampo; viene invece fatto partire dalla panchina, a sorpresa, il centravanti titolare Higuaín, ufficialmente per le precarie condizioni fisiche dell'argentino, ma ufficiosamente poiché già destinato, di lì a pochi giorni, a lasciare Milano nella sessione invernale di calciomercato. Dall'altra parte, la Juventus di Massimiliano Allegri si schiera pressoché in formazione-tipo, con la sola assenza di Mandžukić per infortunio, sostituito nel reparto offensivo da Douglas Costa.
Nei primi minuti i rossoneri, sfavoriti sulla carta, puntano a rimanere molto compatti, impedendo così ai bianconeri di attaccare con efficacia. Ciò nonostante la prima occasione della gara arriva già al 4' con un tiro a giro di Costa, che termina di poco a lato della porta di Donnarumma. Il Milan risponde all'8' con un tentativo di testa di Çalhanoğlu, il quale, scoordinato, non riesce a impattare al meglio. Da qui in avanti la Juventus prova ad alzare il ritmo: al 17' Cancelo conclude in diagonale sfiorando il palo; al 34' Matuidi insacca in scivolata, ma la marcatura è annullata per la posizione di fuorigioco del francese; al 43' è Cristiano Ronaldo a tentare una rovesciata, con palla di poco alta. Il primo tempo si chiude tuttavia con un'occasione milanista, un rasoterra di Çalhanoğlu bloccato da Szczęsny.
La ripresa si apre con la più nitida occasione rossonera della gara: al 48' Cutrone approfitta di un errore di Pjanić e conclude a rete, colpendo la traversa. Lo scampato pericolo scuote la Juventus, che si riversa in avanti: al 54' gli uomini di Allegri reclamano il rigore per un mani di Zapata nell'area milanista, giudicato da Banti come involontario; al 59' Ronaldo dribbla Calabria e va al tiro, respinto dai pugni di Donnarumma. Un minuto dopo il Milan risponde con un tentativo estemporaneo di Çalhanoğlu, ma al 61' i bianconeri trovano il gol-partita: su cross centrale di Pjanić, Ronaldo elude il mancato fuorigioco della retroguardia rossonera e, con un colpo di testa ravvicinato, batte Donnarumma per l'1-0. Tra il 67' e il 68' il Milan rischia di capitolare nuovamente: dapprima Paquetá interviene rischiosamente da dietro su Ronaldo in area, con l'arbitro che lascia proseguire; poi al culmine di un'azione corale Dybala trova il possibile raddoppio, ma il gol non è convalidato per la posizione irregolare del rifinitore Matuidi.
Non sortiscono effetti i cambi di Gattuso intorno al 70' e anzi, a peggiorare le cose per la sua squadra, pochi minuti dopo Kessié si fa espellere per un fallo su Can: Banti "corregge" grazie al VAR il cartellino giallo inizialmente comminato all'ivoriano. Pur in inferiorità numerica, i rossoneri provano generosamente a imbastire alcune azioni degne di nota; in particolare all'86' Conti, sganciatosi in area bianconera, subisce uno scomposto intervento da parte di Can, non ritenuto meritevole della massima punizione dall'arbitro. Limitandosi a controllare la gara nei minuti finali, la Juventus crea l'ultima azione della partita, con Dybala che all'89' entra in area e batte a rete, trovando la deviazione di Romagnoli in calcio d'angolo.
Il risultato non cambia fino al triplice fischio, quando la Juventus si aggiudica l'ottava Supercoppa di Lega della sua storia, staccando proprio il Milan e portandosi in vetta all'albo d'oro della competizione.

## Tabellino
| Arbitro: | Banti (Livorno) |

|             |           |  |
| Ronaldo 61’ | Marcatori |  |

| Juventus | Milan |

|                      |    |                       |       |     |
|                      |    |                       |       |     |
| P                    | 1  | Wojciech Szczęsny     |       |     |
| D                    | 20 | João Cancelo          |       |     |
| D                    | 19 | Leonardo Bonucci      |       |     |
| D                    | 3  | Giorgio Chiellini (c) |       |     |
| D                    | 12 | Alex Sandro           | 26’   |     |
| C                    | 30 | Rodrigo Bentancur     |       | 86’ |
| C                    | 5  | Miralem Pjanić        | 44’   | 64’ |
| C                    | 14 | Blaise Matuidi        |       |     |
| A                    | 10 | Paulo Dybala          | 90+4’ |     |
| A                    | 7  | Cristiano Ronaldo     |       |     |
| A                    | 11 | Douglas Costa         |       | 89’ |
| A disposizione:      |    |                       |       |     |
| P                    | 21 | Carlo Pinsoglio       |       |     |
| P                    | 22 | Mattia Perin          |       |     |
| P                    | 32 | Mattia Del Favero     |       |     |
| D                    | 2  | Mattia De Sciglio     |       |     |
| C                    | 6  | Sami Khedira          |       | 89’ |
| A                    | 18 | Moise Kean            |       |     |
| C                    | 23 | Emre Can              |       | 64’ |
| D                    | 24 | Daniele Rugani        |       |     |
| A                    | 33 | Federico Bernardeschi |       | 86’ |
| D                    | 37 | Leonardo Spinazzola   |       |     |
| Allenatore:          |    |                       |       |     |
| Massimiliano Allegri |    |                       |       |     |

|                 |    |                       |       |     |
|                 |    |                       |       |     |
| P               | 99 | Gianluigi Donnarumma  |       |     |
| D               | 2  | Davide Calabria       | 82’   |     |
| D               | 17 | Cristián Zapata       |       |     |
| D               | 13 | Alessio Romagnoli (c) | 74’   |     |
| D               | 68 | Ricardo Rodríguez     | 87’   |     |
| C               | 79 | Franck Kessié         | 74’   |     |
| C               | 14 | Tiémoué Bakayoko      |       |     |
| C               | 39 | Lucas Paquetá         |       | 71’ |
| A               | 7  | Samu Castillejo       | 45+2’ | 71’ |
| A               | 63 | Patrick Cutrone       |       | 79’ |
| A               | 10 | Hakan Çalhanoğlu      | 21’   |     |
| A disposizione: |    |                       |       |     |
| P               | 25 | Pepe Reina            |       |     |
| P               | 90 | Antonio Donnarumma    |       |     |
| C               | 4  | José Mauri            |       |     |
| A               | 9  | Gonzalo Higuaín       |       | 71’ |
| A               | 11 | Fabio Borini          |       | 71’ |
| D               | 12 | Andrea Conti          |       | 79’ |
| C               | 16 | Andrea Bertolacci     |       |     |
| C               | 18 | Riccardo Montolivo    |       |     |
| D               | 20 | Ignazio Abate         |       |     |
| D               | 22 | Mateo Musacchio       |       |     |
| D               | 23 | Ivan Strinić          |       |     |
| D               | 93 | Diego Laxalt          |       |     |
| Allenatore:     |    |                       |       |     |
| Gennaro Gattuso |    |                       |       |     |

## Controversie
Nell'imminenza della data, varie voci si sono sollevate per protestare contro la discutibile scelta di disputare la partita in Arabia Saudita, una monarchia assoluta dai numerosi lati oscuri. A seguito dell'omicidio del giornalista dissidente Jamal Khashoggi, verificatosi nell'ottobre 2018 all'interno dell'ambasciata saudita in Turchia, attivisti e associazioni umanitarie hanno lanciato un appello alle due squadre finaliste e alla Lega Serie A affinché la partita non venisse giocata nel Paese; in particolare, Amnesty International ha indicato l'evento come un tentativo da parte della monarchia saudita di riabilitare la propria immagine dopo quanto accaduto.
Ulteriore motivo di discussione è stato costituito dalle stringenti norme saudite per l'accesso alla partita da parte delle donne, ammesse solo in una specifica sezione dello stadio Città dello Sport Re Abd Allah: il vicepresidente del Consiglio italiano, Matteo Salvini, ha definito «disgustose» tali leggi; similmente, l'ex presidente della Camera dei deputati, Laura Boldrini, ha dichiarato che «ai signori del calcio non dovrebbe essere permesso di scambiare i diritti delle donne».
In risposta alle polemiche sollevate, il presidente della Lega Serie A, Gaetano Miccichè, ha fatto notare progressi rispetto al recente passato, quando nessuna donna saudita poteva ancora accedere a eventi sportivi; ha inoltre sottolineato come l'Arabia Saudita restasse il maggiore partner commerciale italiano nell'area mediorientale, e che nessun rapporto economico fosse stato interrotto dopo il caso Khashoggi, osservando quindi che la scelta del calcio fosse in linea con quelle politico-commerciali dell'Italia nel suo complesso.
La diretta della partita su Rai 1 è stata preceduta da uno speciale giornalistico sul tema dei diritti umani in Arabia Saudita, oltreché dalla lettura di un comunicato dell'Unione Sindacale Giornalisti Rai contrario alla disputa della sfida nel Paese, causa le ripetute violazioni di diritti, il succitato assassinio Khashoggi e il coinvolgimento saudita nella guerra civile yemenita del 2015.